# 無角犀亞科
無角犀亞科為已滅絕的犀牛，生活於漸新世至上新世（33.9-3.4 百萬年前，共 30.5 百萬年）的亞洲、非洲、歐洲及北美洲。

## 分類學
無角犀亞科（Aceratheriinae）由 Dollo (1885) 命名，最早由 Codrea (1992) 分類至 Rhinocerotida，之後 Prothero (1998)、Antoine et al. (2000)、Kaya & Heissig (2001)、Sach & Heizmann (2001)、Deng (2005) 將其分類至犀科之下。
底下為目前分類至無角犀亞科下的有效屬：
- 無角犀屬 Aceratherium
- 無鼻角犀屬（英语：Acerorhinus） Acerorhinus
- 奇角犀屬 Alicornops
- Aphelops（英语：Aphelops）
- 巨獠犀屬（英语：Aprotodon） Aprotodon
- Brachydiceratherium（英语：Brachydiceratherium）
- Brachypodella（英语：Brachypodella）
- 矮脚犀屬 Brachypotherium
- 大唇犀屬 Chilotherium
- 對鼻角犀屬（英语：Diaceratherium） Diaceratherium
- Dromoceratherium（英语：Dromoceratherium）
- Floridaceras（英语：Floridaceras）
- Galushaceras（英语：Galushaceras）
- Hoploaceratherium（英语：Hoploaceratherium）
- Mesaceratherium（英语：Mesaceratherium）
- Peraceras（英语：Peraceras）
- Persiatherium（英语：Persiatherium）
- 近無角犀屬（英语：Plesiaceratherium） Plesiaceratherium
- 原無角犀屬（英语：Proaceratherium） Proaceratherium
- Prosantorhinus（英语：Prosantorhinus）
- 山西犀屬（英语：Shansirhinus） Shansirhinus
- Subchilotherium（英语：Subchilotherium）
- 遠角犀屬 Teleoceras